# リバティ・バランスを射った男
『リバティ・バランスを射った男』（リバティ・バランスをうったおとこ、原題: The Man Who Shot Liberty Valance）は、1962年公開のアメリカの西部劇。ジョン・フォード監督作品。白黒、ワイド画面。

## 概要
モンタナ州立大学教授ドロシー・M・ジョンソンが1949年に書いた同名小説をジェームズ・ワーナー・ベラとウィリス・ゴールドベックが共同脚色した異色西部劇映画。クライマックスの決闘シーンを物語が75％ほど経過した時点に配し、終盤のラスト3分前で決闘シーンの謎解きの種明かしを行うというやや変わった倒叙展開を持つ作品である。また、ジョン・ウェインとジョン・フォードがコンビで製作した最後の西部劇映画でもある。
この作品でリバティ・バランスを演じたリー・マーヴィンは、元来悪役専門のイメージが強かったが本作で主演のジョン・ウェインと渡り合う演技を見せつけ悪役のイメージを払拭する事に成功し、一躍注目されスターダムにのし上がった。
なお、バート・バカラック作曲、ハル・デヴィッド作詞で、ジーン・ピットニーが歌ってヒットさせた『リバティ・バランスを射った男』は、この映画のために作られた楽曲であるが、作中では使われていない。

## あらすじ
20世紀の初頭。アメリカの大物上院議員ランスは妻のハリーを伴い、西部の田舎町シンボーンを訪れた。興味を持った新聞記者たちに、牧場主トムの葬儀に出席するためだと、昔話しを始めるランス。
25年前、東部育ちのランスは新米の弁護士として西部にやって来たが、荒くれ者リバティ・バランスに身ぐるみを剥がされた。そんなランスを救い、シンボーンの食堂に勤める恋人のハリーに介抱させるトム。西部では銃が必要と主張するトムに正義感から反発するランス。準州であるこの地方では選挙による州昇格運動が起こっていたが、リバティ一味は運動に反対する裕福な牧場主グループの尖兵として暗躍していた。法が整備されない方が、牧場主たちの利潤は高かったのだ。
報道の自由の志を持つ新聞社の編集長ピーポディと協力してリバティー味との戦いを決意するランス。2人は代議員を選出する町民選挙でリバティを破って当選した。だが直後に、リバティ一味により重傷を負わされるピーボディ。
ピーボディの惨状を見て、銃を手に取り、リバティとの決闘に挑むランス。重傷を負いながら、ランスは見事にリバティ・バランスを仕留める。ハリーがランスを介抱する姿を見て、ハリーの恋心を感じとるトム。トムはハリーとの結婚のために自宅を増築していたが、泥酔して自宅に火を放った。
準州から州への昇格を希望する人々の代表として選挙に出馬するランス。対抗馬として出馬した牧場主は、「リバティ・バランスを討った男」として人気のランスを人殺しと罵倒した。耐え切れずに会場から逃げたランスに、人殺しではないと告げるトム。決闘の際に、トムは脇の暗がりからリバティを撃っていたのだ。気を取り直して選挙に挑み、勝利するランス。
その後はハリーと結婚し、大物政治家として実績を積んだが、全てはトムのお陰だと正直に真相を語るランス。だが、記者たちは書いたメモを破り捨てた。西部において、伝説は必要とされる「事実」なのだ。ワシントンへの帰路、列車内で妻のハリーに引退を打診するランス。シンボーンで暮らそうと言うランスに、ハリーは心から賛同した。

## キャスト
| 役名                               | 俳優                     | 日本語吹替                           | 日本語吹替     |
| 役名                               | 俳優                     | フジテレビ版                         | VOD版          |
| ---------------------------------- | ------------------------ | ------------------------------------ | -------------- |
| トム・ドニファン                   | ジョン・ウェイン         | 小林昭二                             | 石塚運昇       |
| ランス・ストッダート               | ジェームズ・ステュアート | 家弓家正                             | 志賀麻登佳     |
| ハリー・ストッダート（エリクソン） | ヴェラ・マイルズ         | 武藤礼子                             | 衣鳩志野       |
| リバティ・バランス                 | リー・マーヴィン         | 小林清志                             | 青山穣         |
| ダットン・ピーボディ編集長         | エドモンド・オブライエン | 千葉順二                             | 辻親八         |
| リンク・アップルヤード保安官       | アンディ・ディヴァイン   | 相模武                               | 駒谷昌男       |
| ウィロビー医師                     | ケン・マレー             |                                      | あべそういち   |
| カシウス・スターバックル           | ジョン・キャラダイン     | 大木民夫                             | 板取政明       |
| ノラ・エリクソン                   | ジャネット・ノーラン     |                                      | 伊沢磨紀       |
| ピーター・エリクソン               | ジョン・クァーレン       |                                      | 越後屋コースケ |
| ジェイソン・トゥリー               | ウィリス・バウチイ       | 上田敏也                             |                |
| マクスウェル・スコット             | カールトン・ヤング       |                                      |                |
| ポンピー                           | ウディ・ストロード       | 依田英助                             | 長谷川敦央     |
| アモス・カラザース                 | デンバー・パイル         |                                      | 佐々木睦       |
| フロイド                           | ストローザー・マーティン |                                      | 羽野だい豆     |
| リーズ                             | リー・ヴァン・クリーフ   |                                      | 平修           |
| ハンディ・ストロング               | ロバート・F・サイモン    |                                      |                |
| ハーバート・カラザーズ             | O・Z・ホワイトヘッド     |                                      |                |
| ワインダー市長                     | ポール・バーチ           |                                      |                |
| チャーリー・ハスブルック記者       | ジョゼフ・フーバー       | 納谷六朗                             | 虎島貴明       |
| プレスコット夫人（駅馬車の未亡人） | アンナ・リー             |                                      | 庄司まり       |
| ケインタック                       | シュグ・フィッシャー     |                                      | 佐々木薫       |
| ハイポケッツ                       | テッド・メイプス         |                                      | 高岡瓶々       |
| フリエッタ                         | [ 注釈 1 ]               |                                      | 中村紗彩       |
| 不明 その他                        | N/A                      | 永井一郎 嶋俊介 杉田俊也 肝付兼太    | N/A            |
| 日本語版スタッフ                   |                          |                                      |                |
| 演出                               | 演出                     | 小林守夫                             | 伊達康将       |
| 翻訳                               | 翻訳                     | 山田実                               | 加藤真由美     |
| 効果                               | 効果                     | TFC                                  |                |
| 調整                               | 調整                     | 前田仁信                             |                |
| 制作                               | 制作                     | 東北新社                             | 東北新社       |
| 解説                               | 解説                     | 前田武彦                             | N/A            |
| 初回放送                           | 初回放送                 | 1971年9月10日 『ゴールデン洋画劇場』 |                |

- フジテレビ版の吹き替えはハピネットから2021年4月2日に発売されている「吹替シネマ2021 HDリマスター版BD」（正味94分・日本語吹替完全版機能付き）に初収録。
- VOD版の吹き替えはUSパラマウント盤4K UHDブルーレイに収録。

## スタッフ
- 監督：ジョン・フォード
- 製作：ジョン・フォード、ウィリス・ゴールドベック
- 原作：ドロシー・M・ジョンソン
- 脚本：ジェームズ・ワーナー・ベラ、ウィリス・ゴールドベック
- 撮影：ウィリアム・H・クローシア
- 美術：エディ・イマヅ
- 音楽：シリル・J・モックリッジ、アルフレッド・ニューマン
- 編集：オソー・ラヴァリング

## 主な受賞歴

### アカデミー賞
ノミネート
アカデミー衣裳デザイン賞 (白黒部門)：イーディス・ヘッド

## 余談
- 後にマカロニ・ウェスタンブームを巻き起こした映画監督のセルジオ・レオーネは、ジョン・フォードが監督した映画の中で一番好きな作品に本作を挙げている。